# École supérieure d'ingénieurs en développement agroalimentaire intégré
L'École supérieure d'ingénieurs en développement agroalimentaire intégré (ESIDAI) était une école française d'ingénieurs créée en 2006 et située à Saint-Denis de La Réunion.
Elle a depuis laissé place à l'ESIROI, École supérieure d'ingénieurs Réunion Océan Indien qui forme des ingénieurs dans les domaines de l'agroalimentaire, du bâtiment et de l'énergie, de l'informatique et des télécommunications.

## Recrutement
Il s'effectue sur sélection (dossier plus entretien) :
- Après le baccalauréat
- Après un bac +2 (prépas, DUT, etc.)

## Rentrée 2006
En 2006 se sont ouvertes la première année (après le baccalauréat) et la troisième année (pour ceux qui ont reçu une formation de deux ans).
Cette rentrée s'est faite sur le campus universitaire du Moufia et le centre de formation de la CCI Réunion. Ce n'est qu'en 2007 que l'école a été implantée sur le parc technologique de La Réunion, à Saint-Denis.